# 3،1-حلقي الهكساديين
3,1-حلقي الهكساديين هو مركب كيميائي عضوي من مجموعة المركبات الحلقية غير المشبعة؛ حيث يتألف من حلقة سداسية حاوية على رابطتين مضاعفتين، وهو مصاوغ لـ 4،1-حلقي الهكساديين.

## التحضير
يحضر مركب 3,1-حلقي الهكساديين من تفاعل حذف بروميد الهيدروجين (نزع هاليد الهيدروجين) من 2,1-ثنائي برومو حلقي الهكسان، والذي يحصل عليه بدوره من تفاعل حلقي الهكسين مع البروم:
كما يمكن أن تتم عملية التحضير عن طريق تفاعل حلقي إلكتروني من 5,3,1-هكساتريين إما بتحفيز ضوئي أو عند درجات حرارة تفوق 110 °س.

## الخواص
يوجد 3,1-حلقي الهكساديين على شكل سائل عديم اللون له رائحة منفّرة، ولا يمتزج مع الماء. يدخل المركب في تفاعل إضافة حلقية مثل تفاعل ديلز-ألدر.
يعد المركب 3,1-حلقي الهكساديين أكثر ثباتاً من مصاوغه 4،1-حلقي الهكساديين وذلك بمقدار 8.5 كيلوجول/مول.

## الاستخدامات
يستخدم 3,1-حلقي الهكساديين في الكيمياء العضوية كمانح للهيدروجين في تفاعلات هدرجة بالانتقال Transfer hydrogenation؛ إذ أن تفاعل تحويله إلى البنزين وإطلاقه لغاز الهيدروجين هو تفاعل ناشر للحرارة تبلغ حرارته 25 كيلوجول/مول في الطور الغازي.